# Margarites
Margarites är ett släkte av snäckor som beskrevs av Gray 1847. Margarites ingår i familjen pärlemorsnäckor.

## Dottertaxa tillMargarites, i alfabetisk ordning[1][2]
- Margarites acuticostatus
- Margarites albolineatus
- Margarites althorpensis
- Margarites argentatus
- Margarites avensooki
- Margarites baxteri
- Margarites beringensis
- Margarites bicostatus
- Margarites costalis
- Margarites ecarinatus
- Margarites euspirus
- Margarites frigidus
- Margarites fulgidus
- Margarites giganteus
- Margarites groenlandicus
- Margarites healyi
- Margarites helicinus
- Margarites hickmanae
- Margarites keepi
- Margarites minutissimus
- Margarites mionus
- Margarites multilineatus
- Margarites ochotensis
- Margarites olivaceus
- Margarites optabilis
- Margarites pribiloffensis
- Margarites pupillus
- Margarites rhodia
- Margarites rudis
- Margarites salmoneus
- Margarites scintillans
- Margarites simbla
- Margarites smithi
- Margarites sordidus
- Margarites striatus
- Margarites succinctus
- Margarites umbilicalis
- Margarites vahlii
- Margarites vorticifer